# Enedena punctilinea
Enedena punctilinea är en fjärilsart som beskrevs av Paul Dognin 1914. Enedena punctilinea ingår i släktet Enedena och familjen nattflyn. Inga underarter finns listade i Catalogue of Life.